# NGC 4577
NGC 4577 је спирална галаксија у сазвежђу Девица која се налази на NGC листи објеката дубоког неба.
Деклинација објекта је + 6° 0' 44" а ректасцензија 12h 39m 12,4s. Привидна величина (магнитуда) објекта NGC 4577 износи 13,0 а фотографска магнитуда 13,8. NGC 4577 је још познат и под ознакама NGC 4591, UGC 7821, MCG 1-32-124, IRAS 12366+0617, VCC 1780, CGCG 42-191, PGC 42319.